# Булуса
Булуса — село в Эхирит-Булагатском районе Иркутской области Российской Федерации. Административный центр муниципального образования «Кулункунское».

## География
Расположено в 8 км к северо-западу от автомагистрали Р418 Иркутск — Качуг, в 13 км западнее районного центра посёлка Усть-Ордынский на левом берегу речки Булуса, правого притока Куды.

## Топонимика
Возможно, топоним Булуса происходит от бурятского булаха — зарывать, закапывать. Это название может быть связано с каким-либо обрядом.
Некоторые связывают название реки и села с названием рыбы булус.

## Население
| 2002 | 2010 | 2011 | 2012 |
| ---- | ---- | ---- | ---- |
| 459  | ↘394 | ↘392 | ↘389 |

По данным Всероссийской переписи 2010 года составляло 394 человека, из них 199 мужчин и 195 женщин.
Население преимущественно бурятское. Согласно результатам переписи населения 2002 года, в национальной структуре населения села буряты составляли 86%. Основное занятие — традиционное животноводство.

## Происшествия
В местных СМИ село было широко упомянуто из-за инцидента с сгоревшей школой.

## Образование
В селе была только одна школа — средняя общеобразовательная школа им. Бертагаева. Отсутствовали дошкольные образовательные учреждения. Однако с мая 2013 года, после того, как сгорела старая деревянная школа, началось строительство 2-х этажного кирпичного здания, в котором будут располагаться и школа, и детский сад.

## Известные уроженцы
- В бывшем улусе Молоевском, располагавшемся в начале XX века в окрестностях будущего села Булуса, в 1903 году родился Герой Советского Союза И. В. Балдынов.
- Бертагаев, Трофим Алексеевич (1905 – 1976) – советский учёный-лингвист, монголовед, специалист по морфологии, синтаксису и лексикологии монгольских языков, доктор филологических наук, профессор, заслуженный деятель науки Республики Калмыкия, заведующий группой монгольских языков Института языкознания РАН[9].